# Cultura de Peligangue

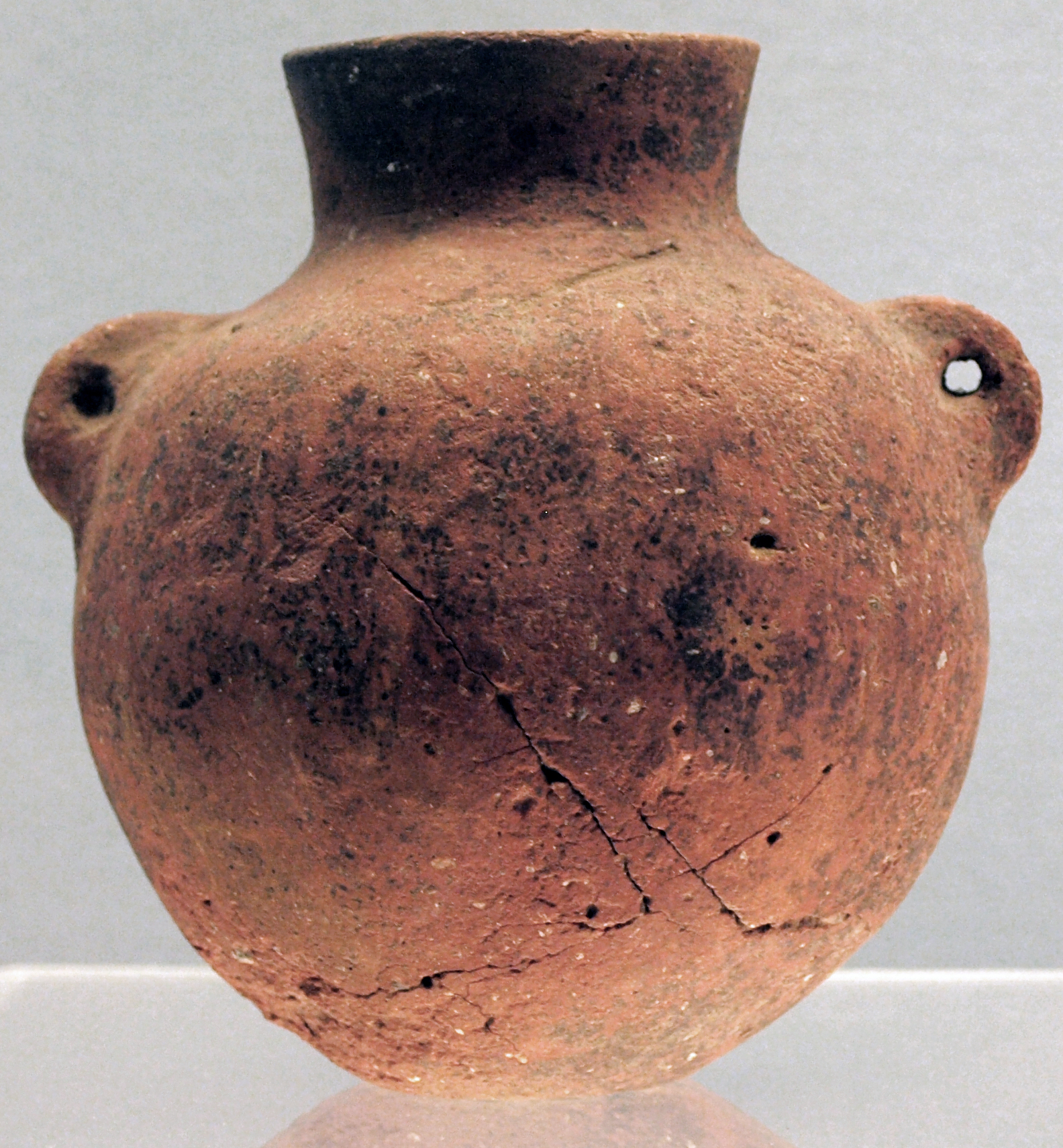
Pote vermelho com duas pequenas alças, da cultura de Peiligangue, c. 6000–

A Cultura de Peiligangue era uma cultura neolítica na bacia do rio Yi-Luo (na moderna província de Honã, China) que existiu de 7 000 a 5 000 a.C. Mais de 100 locais foram identificados com a Cultura Peiligangue, quase todos eles em uma área bastante compacta de cerca de 100 quilômetros quadrados na área ao sul do rio e ao longo de suas margens. A cultura tem o nome do local descoberto em 1977 em Peiligangue, uma aldeia no condado de Xinchengue. Os arqueólogos acreditam que a cultura de Peiligangue era igualitária, com pouca organização política.
A Cultura de Peiligangue praticava a agricultura sob a forma de cultivo de milheto e criação de animais, bem como a criação de porcos, gado e aves. As pessoas caçavam veados e javalis e pescavam carpa no rio próximo, usando redes feitas de fibras de cânhamo. A cultura é também uma das mais antigas da China antiga a fazer cerâmica. Essa cultura normalmente tinha áreas residenciais e funerárias separadas, ou cemitérios, como a maioria das culturas neolíticas. Artefatos comuns incluem pontas de flecha de pedra, pontas de lança e cabeças de machado; ferramentas de pedra tais como formões, lanças e foices para colher grãos; e uma ampla variedade de itens de cerâmica para fins de cozimentos e armazenamento de grãos.